# Nymphet Noodlers
Nymphet Noodlers var ett svenskt rockband från Karlstad, som gav ut sitt enda album Going Abroad 1994. Bandets musik var starkt påverkad av Union Carbide Productions, och UCP:s sångare Ebbot Lundberg var också producent till Going Abroad.
Bandet splittrades 1996, men återförenades 1999. Två medlemmar, Mattias Bärjed och Martin Hederos, fortsatte spela tillsammans i The Soundtrack of Our Lives fram till dess upplösning i december 2012, medan sångaren Mattias Hellberg gjort soloskivor och spelat med The Hellacopters, The Solution och Nationalteatern. Mattias Hellberg och Martin Hederos gav även ut två uppmärksammade plattor under namnet Hederos & Hellberg.

## Medlemmar
- Mattias Hellberg – sång, gitarr
- Martin Hederos – keyboard
- Mattias Bärjed – gitarr
- Jesper Karlsson – trummor
- Jan Martens – basgitarr

## Diskografi
Studioalbum
- 1994 – Going Abroad

EP
- 1993 – Impeccable Selection

Singlar
- 1994 – "The Sea" / "Divine Curse"